# Watervallen van Rauros
De Watervallen van Rauros zijn enorme watervallen in J.R.R. Tolkiens Midden-aarde. Ze liggen aan de noordgrens van Gondor, met oostelijk de Emyn Muil en de Dode Moerassen en westelijk Rohan en Isengard. Ze liggen in de rivier de Anduin, de grote rivier die van de Grijze Bergen in het Noorden naar de Baai van Belfalas in het zuiden loopt.
Dit is de waterval waar Boromir na diens dood door Aragorn, Legolas en Gimli in een boot wordt gelegd en de Anduin opgestuurd, zodat de Rauros hem meesleurt.